# Coupe d'Espagne de cyclisme sur route 2021
Navigation
Coupe d'Espagne 2020 Coupe d'Espagne 2022
La Coupe d'Espagne de cyclisme sur route 2021 est la 3e édition de la Coupe d'Espagne de cyclisme sur route. Elle débute le 22 mars 2021 avec le Tour de Catalogne et se termine le 5 septembre 2021 avec le Tour d'Espagne. 
En raison de la pandémie de Covid-19, plusieurs courses sont annulées.

## Attribution des points
Sur chaque course, les 20 premiers coureurs marquent des points et le coureur marquant le plus de points au total est considéré comme le vainqueur de la Coupe d’Espagne. Seuls les coureurs espagnols et les coureurs étrangers des équipes espagnoles marquent des points correspondant à leur classement réel dans chaque épreuve.
Sur chaque course par étapes, les points sont attribués avec le barème suivant :
| Position | 1   | 2  | 3  | 4  | 5  | 6  | 7  | 8  | 9  | 10 | 11 | 12 | 13 | 14 | 15 | 16 | 17 | 18 | 19 | 20 |
| Points   | 100 | 90 | 80 | 70 | 60 | 55 | 50 | 45 | 40 | 35 | 30 | 25 | 20 | 15 | 10 | 8  | 6  | 4  | 2  | 1  |

Sur chaque course d'un jour, les points sont attribués avec le barème suivant :
| Position | 1  | 2  | 3  | 4  | 5  | 6 | 7 | 8 | 9 | 10 |
| Points   | 50 | 40 | 30 | 20 | 10 | 8 | 6 | 4 | 2 | 1  |

Lors du championnat d'Espagne, les points sont attribués avec le barème suivant :
| Position | 1  | 2  | 3  | 4  | 5  | 6  | 7  | 8  | 9  | 10 | 11 | 12 | 13 | 14 | 15 | 16 | 17 | 18 | 19 | 20 |
| Points   | 80 | 75 | 70 | 65 | 60 | 55 | 50 | 45 | 40 | 35 | 30 | 25 | 20 | 15 | 10 | 8  | 6  | 4  | 2  | 1  |

Lors de chaque étape, les points sont attribués avec le barème suivant :
| Position | 1  | 2  | 3 | 4 | 5 | 6 | 7 | 8 | 9 | 10 |
| Points   | 15 | 10 | 8 | 7 | 6 | 5 | 4 | 3 | 2 | 1  |

## Résultats
| #   | Date                | Course                                    | Vainqueur          | Équipe                 | Leader du classement individuel |
| --- | ------------------- | ----------------------------------------- | ------------------ | ---------------------- | ------------------------------- |
| 1re | 22-28 mars          | Tour de Catalogne (2021)                  | Adam Yates         | Ineos Grenadiers       | Alejandro Valverde              |
| 2e  | 3 avril             | Grand Prix Miguel Indurain (2021)         | Alejandro Valverde | Movistar               | Alejandro Valverde              |
| 3e  | 14-18 avril         | Tour de la Communauté valencienne (2021)  | Stefan Küng        | Groupama-FDJ           | Alejandro Valverde              |
| 4e  | 30 avril-2 mai      | Tour des Asturies (2021)                  | Nairo Quintana     | Arkéa-Samsic           | Alejandro Valverde              |
| 5e  | 13 mai              | Trofeo Calvià (2021)                      | Ryan Gibbons       | UAE Team Emirates      | Alejandro Valverde              |
| 6e  | 14 mai              | Trofeo Serra de Tramuntana (2021)         | Jesús Herrada      | Cofidis                | Alejandro Valverde              |
| 7e  | 15 mai              | Trofeo Andratx-Mirador des Colomer (2021) | Winner Anacona     | Arkéa-Samsic           | Alejandro Valverde              |
| 8e  | 16 mai              | Trofeo Alcúdia-Port d'Alcúdia (2021)      | André Greipel      | Israel Start-Up Nation | Alejandro Valverde              |
| 9e  | 27-29 juillet       | Tour de Castille-et-León (2021)           | Matis Louvel       | Arkéa-Samsic           | Alejandro Valverde              |
| 10e | 1er août            | Circuit de Getxo (2021)                   | Giacomo Nizzolo    | Qhubeka NextHash       | Alejandro Valverde              |
| 11e | 3-7 août            | Tour de Burgos (2021)                     | Mikel Landa        | Bahrain Victorious     | Alejandro Valverde              |
| 12e | 14 août-5 septembre | Tour d'Espagne (2021)                     | Primož Roglič      | Jumbo-Visma            | Enric Mas                       |

## Classement
| Pos. | Coureur            | Équipe                 | Points |
| ---- | ------------------ | ---------------------- | ------ |
| 1    | Enric Mas          | Movistar               | 370    |
| 2    | David de la Cruz   | UAE Team Emirates      | 258    |
| 3    | Alejandro Valverde | Movistar               | 200    |
| 4    | Jesús Herrada      | Cofidis                | 152    |
| 5    | Nélson Oliveira    | Movistar               | 148    |
| 6    | Einer Rubio        | Movistar               | 135    |
| 7    | Mikel Landa        | Bahrain Victorious     | 133    |
| 8    | Antonio Jesús Soto | Euskaltel-Euskadi      | 117    |
| 9    | Juan Pedro López   | Trek-Segafredo         | 117    |
| 10   | Jon Aberasturi     | Caja Rural-Seguros RGA | 110    |